# وادی العلاقی
وادی العلاقی (انگلیسی: Wadi Allaqi)، وادی و خشک‌رودی در جنوب کشور مصر است. این وادی از سودان و زیر مثلث حلایب و دهانهٔ آن در جنوب اسوان در ساحل شرقی دریاچه ناصر واقع شده است. این وادی یکی از اصلی‌ترین و برجسته‌ترین خشک‌رودها در بخش صحرای شرقی کشور مصر است که مناطقی از تپه‌های نزدیک دریای سرخ دربرگرفته است که توسط قبایل کوچ‌رو بجه استفاده می‌شد.